# Антиной Мондрагонский
Антиной Мондрагонский (фр. Antinous Mondragone) — древнеримский колоссальный мраморный бюст Антиноя, фаворита и возлюбленного римского императора Адриана. В настоящее время хранится в Лувре.

## Описание
Бюст считается одним из лучших портретов Антиноя. Скульптура выполнена в духе классического греческого искусства V века до н. э. Одним из прототипов данного бюста считается голова статуи Афины Лемнии работы знаменитого греческого скульптора Фидия. Он сочетает портретную точность и идеализацию образа, которая делает его схожим с Дионисом или Аполлоном. Бюст идентифицируется благодаря наличию характерных для изображений Антиноя черт: прямых, исчерченных волосками бровей, крупному носу, пухлым губам, полным щекам, легкому наклону головы и грустному выражению лица. Тонко проработанный портрет сочетается с довольно простыми, но изящными линиями волос. На месте глаз за веками зияют пустые глазницы. В античные времена в них были инкрустированы ныне утраченные глаза вероятно были выполнены из цветного камня, которые должны были эффектно смотреться на фоне полированного белого мрамора. Судя по наличию на голове нескольких вырезанных отверстий голову венчал также утраченный бронзовый головной убор, скорее всего это был цветок лотоса или урей, он был призван ассоциировать Антиноя с египетским богом Осирисом, чей культ он ассимилировал. Такое сочетание греческого и египетского искусства характерно для эпохи Адриана и традиции изображения Антиноя в частности.
Возможно, это копия с бронзового оригинала. Возможно, бюст был частью колоссальной акролитической статуи, остальная часть которой была выполнена из дерева (за счёт чего уменьшался её вес и стоимость).
Антиной Мондрагонский является одним из основных типов портрета античного юноши
Немецкий искусствовед Иоганн Винкельман в своей книге «История искусства древности» (1764) назвал этот бюст «царственной славой искусства на все века». При этом английский искусствовед Джон Аддингтон Саймондс критиковал скульптуру за «пустоту и безжизненность» (1879).
|  |  |  |  |  |

## Головы Антиноя Мондрагонского типа
Известно небольшое количество голов Антиноя, чья причёска построена по мондрагонскому типу
|                      |                                     |                           |  |
| Антиной Лансдаунский | Дионис-Антиной Музея Пио-Клементино | Бюст из коллекции Штаусса |  |

## История
Греческий юноша Антиной был фаворитом и возлюбленным римского императора Адриана. Во время их совместного путешествия по Египту в 130 году он утонул в Ниле. Император Адриан сильно горевал о своей утрате и для увековечивания памяти об Антиное объявил его богом. В рамках посмертного культа по всей стране было создано множество скульптурных портретов юноши. Это продолжалось до самой смерти правителя в 138 году.
Бюст был обнаружен обнаружение около Рима в городе Тускул, недалеко от виллы Мондрагоне, откуда и берёт своё название.
Бюст Антиноя Мондрагонского был приобретён для коллекции Боргезе, размещавшейся на вилле на Пинчо. В 1807 году Наполеон купил у своего шурина принца Камилоо Боргезе значительную часть этого собрания для экспозиции Лувра. В Настоящее время бюст Антиноя Мондрагонского размещён в зале Манежа (номер 405).
Очень похожий на Антиноя Мондрагоне бюст хранился в Берлине, но был утрачен во время Второй мировой войны.